# Channa longistomata
Channa longistomata is een straalvinnige vissensoort uit de familie van de slangenkopvissen (Channidae). De wetenschappelijke naam van de soort is voor het eerst geldig gepubliceerd in 2012 door Nguyen, Nguyen & Nguyen.